# Европейский маршрут E12

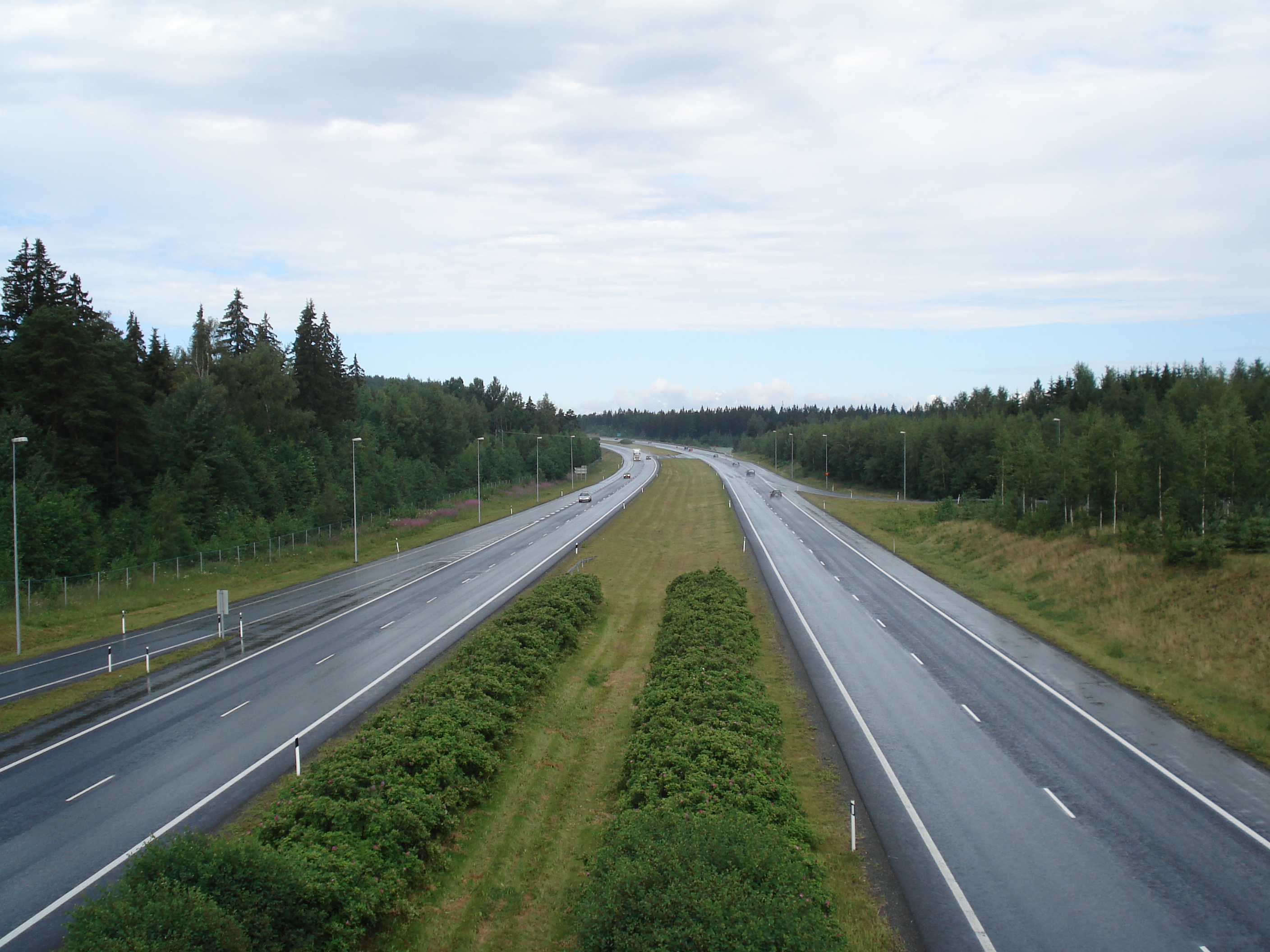
E 12 в Пароле, Финляндия

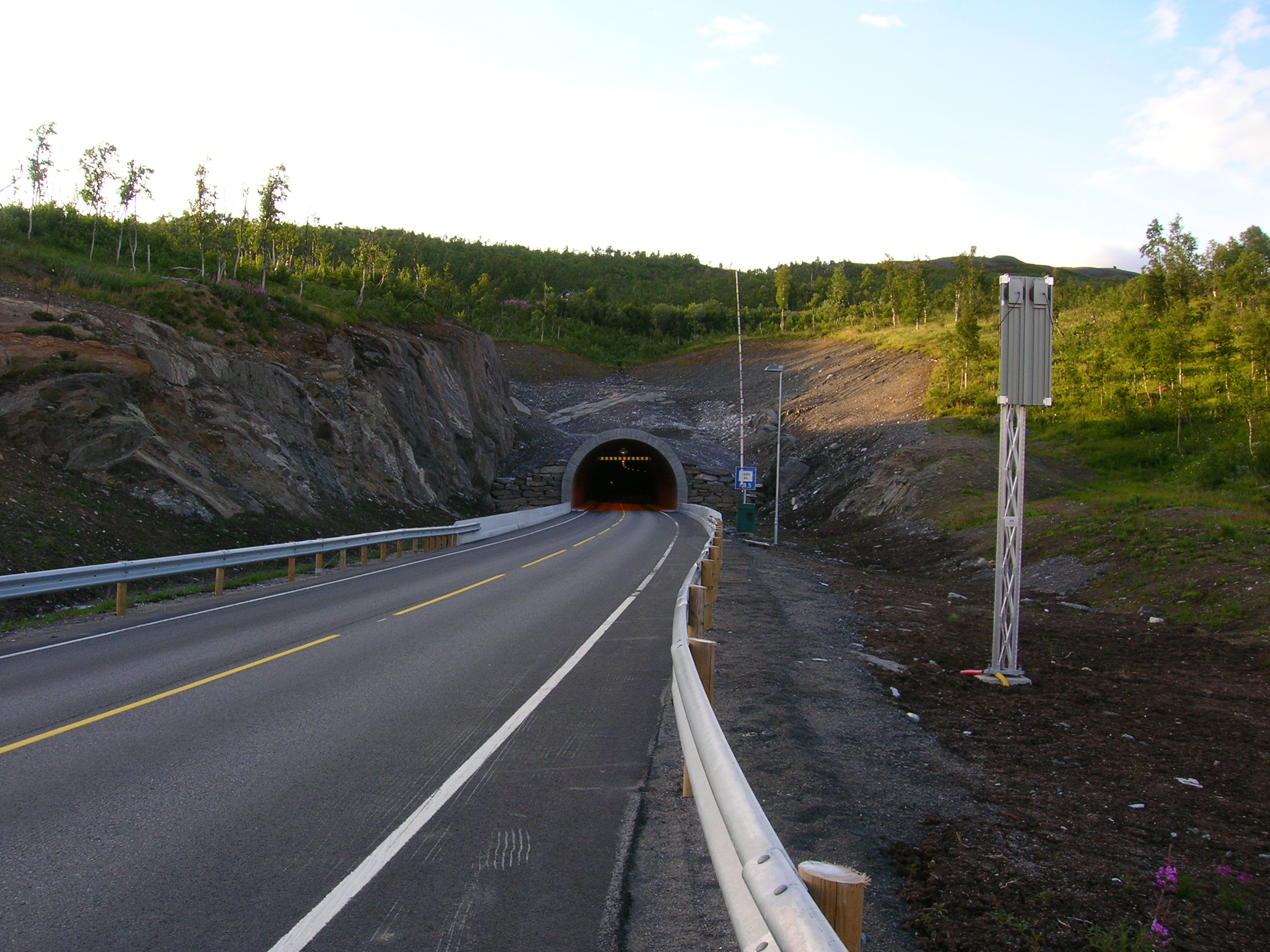
E 12 в Норвегии

Европейский маршрут E12 — европейский автомобильный маршрут от Му-и-Рана, Норвегия, до Хельсинки, Финляндия, общей длиной 910 км. Трасса, начинаясь в Му-и-Рана, пересекает Швецию и, через паромную переправу, следует по Финляндии по Финской Государственной Трассе № 3 до Хельсинки.
Паром отправляется раз в день из Хольмсунда в Вааса. Есть риск, что паром будет вскоре отменен, ведь он принадлежит коммерческой организации, а прибыли не приносит из-за низкого пассажиропотока. Переправа не получает государственной помощи, предоставляемую только внутренним паромным переправам. Дело в том, что в Швеции принципиален вопрос о том, что международные маршруты не должны оплачиваться налогоплательщиками. Тем не менее паромная переправа поддерживается городом Вааса.
Маршрут дороги проходит по городам: Му-и-Рана — Стуруман — Люкселе — Умео — Хольмсунд — Вааса — Тампере — Акаа — Хямеэнлинна — Хельсинки